# Museo Franciscano de Tarija
El Museo Franciscano de Tarija o Museo Franciscano Fray Francisco Miguel Mari es un museo ubicado en la ciudad de Tarija, Bolivia. Tiene su sede en Cercado y hasta 1942 tenía un templo en Tarairí que fue destruido durante la Guerra del Chaco. El museo está dedicado a la conservación de la colección arqueológica del Padre Anselmo Andreotti, la exposición de enseres, muebles y ornamentos del trabajo de la Orden en el sur del país, la pinacoteca colonial, bibliotecas conventuales y el archivo conventual.  

## Historia
El 4 de mayo de 1606 se inició una donación para la construcción del primer convento Franciscano en Tarija, previamente la solicitud se había presentado a la Audiencia de la Plata. Paralelamente las autoridades de la provincia de San Antonio de los Charcas habían comprometido el envío de tres religiosos para iniciar la fundación.
El convento de Tarija se denominó Nuestra Señora de Santa María de los Ángeles, se inició su construcción en 1627 y se concluyó en 1645.  El convento estaba conformado por una nave central que se abría en brazos laterales, formando una cruz latina con el presbiterio.
Fue declarado Patrimonio Nacional Histórico, Cultural el 17 de agosto de 2006 por el Honorable Congreso Nacional.  

## Administración
El administrador del Centro eclesiástico de Documentación es Diego Oliva, quien también es responsable de la organización del museo.
Desde la pandemia del Covid, el museo ha avanzado en la digitalización de documentación y el acceso virtual a las colecciones que resguarda. 

## Colecciones
Entre las colecciones más invaluables que resguarda el museo, destacan los manuscritos de la época en que la orden de franciscanos llegó a la región, es decir 1606. Estos son documentos que dan cuenta de cuatro siglos de historia de Tarija y otros departamentos de Bolivia, por la documentación que fue trasladada a Tarija
El museo cuenta con tres bibliotecas, la biblioteca tradicional está compuesta por aproximadamente 11 mil volúmenes, en este espacio se conservan libros y colecciones que datan de 1.500 en adelante. La biblioteca moderna tiene aproximadamente 10 mil volúmenes; la biblioteca universitaria, 17 mil volúmenes y el archivo más de 30 mil páginas.
Además de los enseres propios de la orden y el arte sacro que puede verse en las instalaciones del museo, se cuenta con una colección de piezas arqueológicas de distintas culturas existentes en lo que ahora es Tarija, Cochabamba, Sucre y Potosí. 
Asimismo, se cuenta con elementos que dan cuenta de la vida de los franciscanos en Tarija respecto a la fabricación de vinos, el registro mediante fotografías y el uso de una imprenta. En el año 2016 se retomó la tradición de destilación y venta de vinos.